# Giovanni Battista Cimaroli

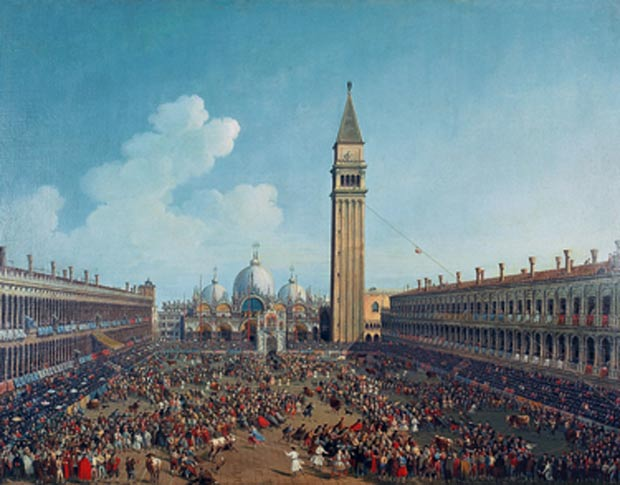
Corrida de toros en la plaza de San Marcos de Venecia, 1740. Óleo sobre lienzo, 160 x 205 cm, Colección Teruzzi.

Giovanni Battista Cimaroli (Saló, 1687–Venecia, 1771) fue un pintor tardobarroco italiano. 

## Biografía
Nació en Saló, en Lago Garda, cerca de Brescia. Fue aprendiz de Antonio Aureggio y más tarde del paisajista Antonio Calza (en Bolonia), entes de mudarse a a Venecia alrededor de 1713. Los paisajes rústicos de Cimaroli son reminiscentes de las escenas de Francesco Zuccarelli, influido por la tradición del realismo lombardo. Hacia 1722–1726, Cimaroli colaboró con Canaletto (entre otros pintores venecianos) en la inusual serie Tumbas alegóricas pintada para Owen McSwiney, cuyo objetivo era conmemorar a beneméritos británicos, siendo el patrocinador principal el 2.º duque de Richmond. Las vedute de Caneletto se convirtieron en fuente de inspiración para las vistas topográficas de Venecia propias de Cimaroli, anteriormente atribuidas a Canaletto erróneamente. Los primeros clientes importantes de Cimaroli fueron el mariscal Schulenberg, el conde Tessin de Suecia, y el mercader británico y diplomático asentado en Venecia, Joseph Smith.
A través de la selección que hizo Smith para la colección del rey Jorge III, seis paisajes de Cimaroli ingresaron en la Royal Collection, de los que sobreviven tres vistas ovales. A pesar de la estima de sus contemporáneos, Giovanni Cimaroli fue casi olvidado hasta mediados del siglo XX, pero se ha producido un resurgimiento en el interés de la crítica, a raíz de la publicación del primer catálogo razonado de sus pinturas.